# Course en ligne féminine aux championnats du monde de cyclisme sur route 1965
Navigation
1964 1966
La course en ligne féminine aux championnats du monde de cyclisme sur route 1965 a lieu le 10 août 1965 à Lasarte en Espagne. Cette édition est remportée par l'Allemande de l'Est Elisabeth Eicholz.

## Classement
|                                    | Coureuse                    | Pays               |    | Temps          |
| ---------------------------------- | --------------------------- | ------------------ | -- | -------------- |
| Médaille d'or, Coupe du Monde      | Elisabeth Eicholz           | Allemagne de l'Est | en | 1 h 31 min 4 s |
| Médaille d'argent, Coupe du Monde  | Yvonne Reynders             | Belgique           | +  |                |
| Médaille de bronze, Coupe du Monde | Aino Puronen                | Union soviétique   |    |                |
| 4                                  | Liliane Cleiren             | Belgique           |    |                |
| 5                                  | Lily Herse                  | France             |    |                |
| 6                                  | Nadia Samoletova            | Union soviétique   |    |                |
| 7                                  | Ludmilla Felina             | Union soviétique   |    |                |
| 8                                  | Louisa Smits                | Belgique           |    |                |
| 9                                  | Elsy Jacobs                 | Luxembourg         |    |                |
| 10                                 | Renée Vissac                | France             |    |                |
| 11                                 | Patricia Pepper             | Royaume-Uni        |    |                |
| 12                                 | Simone Boubechiche          | France             |    |                |
| 13                                 | Bella Van der Spiegel-Hage  | Pays-Bas           |    |                |
| 14                                 | Audrey McElmury             | États-Unis         |    |                |
| 15                                 | Emīlija Sonka               | Union soviétique   |    |                |
| 16                                 | Gisela Grassmann            | Allemagne de l'Est |    |                |
| 17                                 | Susan Crow                  | Royaume-Uni        |    |                |
| 18                                 | Smith                       | Royaume-Uni        |    |                |
| 19                                 | Marie-Rose Gaillard         | Belgique           |    |                |
| 20                                 | Ineke Heusinkveld-Van IJken | Pays-Bas           |    |                |
| 21                                 | Christiane Goeminne         | Belgique           |    |                |
| 22                                 | Ann Horswell                | Royaume-Uni        |    |                |
| 23                                 | Beryl Burton                | Royaume-Uni        |    |                |
| 24                                 | Marie-Thérèse Naessens      | Belgique           |    |                |
| 25                                 | Sylvia Beardon              | Royaume-Uni        |    |                |
| 26                                 | Claude Bordujenko           | France             |    |                |